# تپه کاخداد (منزلگاه پنجم راه شاهی)
تپه کاخداد (منزلگاه پنجم راه شاهی) مربوط به دوره هخامنشی است و در شهرستان ممسنی، روستای گچکران واقع شده و این اثر در تاریخ ۲۲ فروردین ۱۳۵۶ با شمارهٔ ثبت ۱۳۶۴ به‌عنوان یکی از آثار ملی ایران به ثبت رسیده است.